# 르네 슈나이더 셰로

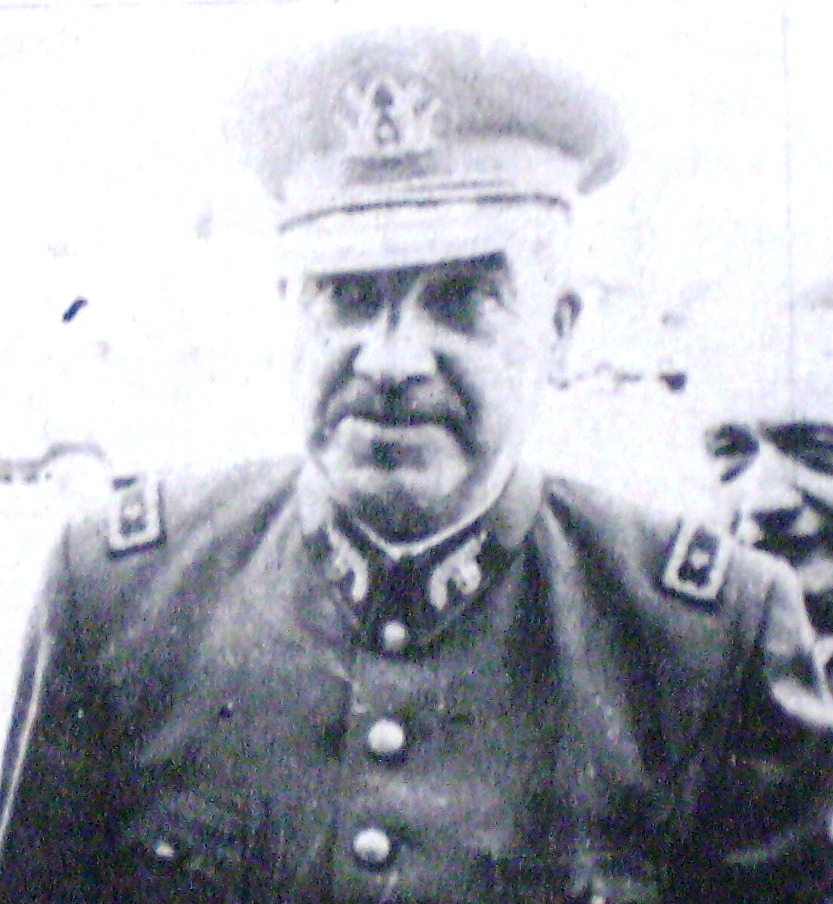

르네 슈나이더 셰로(René Schneider Chereau: 1913년 12월 31일-1970년 10월 25일)는 칠레의 군인으로, 1970년 칠레 대통령 선거 전후로 칠레 육군총사령관을 역임했다. 슈나이더 독트린이라는 정-군간 상호불가침 원칙을 고안했다. 때문에 살바도르 아옌데 정권을 전복시키기 위한 군사쿠데타의 장애물로 여겨져 CIA와 쿠데타세력이 공모한 세 차례의 암살시도 끝에 암살당했다.